# 関時男 (1907年生)
関 時男（せき ときお、1907年6月26日 - 1945年2月26日）は、日本の俳優、元撮影技師である。關 時男と表記されることもある。本名は關口 辰夫（せきぐち たつお）。戦前・戦時中にかけて、鈴木傳明主演映画や斎藤寅次郎監督の松竹蒲田撮影所名物・蒲田ナンセンスコメディーを中心に多くの作品で活躍した。息子は俳優・声優の関時男。

## 来歴・人物
1907年（明治40年）6月26日、東京府東京市（現在の東京都）に生まれる。生年については、1904年（明治37年）とする説もある
1923年（大正12年）2月、慶応義塾普通部を卒業後、松竹蒲田撮影所に撮影助手として入社する。ところが、1927年（昭和2年）5月には、諸事情により同所俳優部に異動した。同年7月15日に公開された牛原虚彦監督映画『村の人気者』において、同所の二枚目スターだった鈴木傳明と共演したことから、関は当時所内で大きな権威を持っていた「傳明グループ」のメンバーとなり、短身小躯で独特のユーモアと愛嬌を振りまいて、所内の名物男となった。なお、1979年（昭和54年）10月23日に発行された『日本映画俳優全集 男優篇』（キネマ旬報社）では、映画『山の人気者』で鈴木傳明の助演をしたという旨が記されているが、誤植である。また、チョビ髭を生かした小柄な身体のコメディアンとして、撮影所名物「松竹蒲田ナンセンス・コメディー」には欠かせない存在となり、1930年（昭和5年）末からは映画監督・斎藤寅次郎のいわゆる「寅さん喜劇」にも起用された。
1931年（昭和6年）9月、鈴木傳明のほか、岡田時彦、高田稔、渡辺篤、横尾泥海男、吉谷久雄、木村健児らが一斉に松竹蒲田を退社し、新たに不二映画社を創立するに伴い、関も同所に移籍する。以降、同年12月31日に公開された鈴木重吉監督映画『栄冠涙あり』などに出演したが、1932年（昭和7年）11月に横尾泥海男、渡辺篤らと共に退社。退社後は浅草公園劇場にて旗揚げした喜劇爆笑隊を経て、翌1933年（昭和8年）には古川緑波率いる軽演劇の劇団笑の王国に加入している。その後、同年11月9日に公開された太秦発声映画・J.O.スタヂオ共同製作の水島正雄監督映画『千鳥格子 戀の市丸』に特別出演したのち、日活多摩川撮影所へ移籍したが、もはや松竹蒲田撮影所、並びに不二映画社時代の面影は無く、既に精彩を失っていた。1929年（昭和4年）に発行された『日本映画俳優名鑑 昭和五年版』（映画世界社）など一部の資料によれば、身長は5尺1寸（約154.5センチメートル）、体重は12貫800匁（約48.0キログラム）。
1935年（昭和10年）4月11日に公開された千葉泰樹監督映画『ジャック喧嘩帖』に出演したを最後に、日活多摩川を退社。『日本映画俳優全集 男優篇』などでは、以降の動向については全く述べられていないが、退社後は自ら喜劇レビューセキオヤ・ショウを組織した後、劇団笑の王国に復帰したとされ、1940年（昭和15年）1月時点では既に生駒雷遊、大竹保（大竹タモツ）、田谷力三、横尾泥海男、カワベキミオ、中村是好、松宮照枝らと共に在籍していた事が確認出来る。この間、1941年（昭和16年）2月8日に公開された中野英治監督映画『将軍』に特別出演しているが、同作が確認出来る最後の出演作品となった。
1942年（昭和17年）12月1日、田谷力三、横尾泥海男、小宮凡人、松宮照枝らと国民喜劇座（関時男一座）を組織し、東京府東京市浅草区（現在の東京都台東区）にあった江川劇場に出演。なお、同劇場は1944年（昭和19年）3月までに強制疎開で取り壊しとなり、その後は浪花座など関西各座を巡業していたが、出演中に倒れて帰京。1945年（昭和20年）2月26日、脊髄癆のため、東京府東京市神田区小川町（現在の東京都千代田区神田小川町）の佐野病院で死去した。満37歳没。
日本映画データベース、キネマ旬報映画データベースにおいて、息子の関時男 (1944年生)との混同がみられる。

## 出演作品

### 松竹蒲田撮影所
全て製作は「松竹蒲田撮影所」、配給は「松竹」、特筆以外は全てサイレント映画である。
- 『村の人気者』：監督牛原虚彦、1927年7月15日公開 ※デビュー作[3]
- 『村の医者とモダンガール』：監督大久保忠素、1927年11月18日公開
- 『近代武者修行』：監督牛原虚彦、1928年1月4日公開
- 『若人の夢』：監督小津安二郎、1928年4月29日公開 - 泥酔者
- 『彼と東京』：監督牛原虚彦、1928年5月12日公開
- 『踊れ若者』：監督清水宏、1928年6月8日公開 - モダンボーイ
- 『女房紛失』：監督小津安二郎、1928年6月15日公開 - 探偵の助手
- 『彼と田園』：監督牛原虚彦、1928年8月24日公開
- 『拾った花嫁』：監督清水宏、1928年9月14日公開 - 留公
- 『陸の王者』：監督牛原虚彦、1928年11月10日公開
- 『孝行やり直し』：監督斎藤寅次郎、1928年12月26日公開
- 『珍客往来』（『珍客万来』）：監督佐々木恒次郎、1929年1月10日公開
- 『大当り円満』：監督大久保忠素、1929年1月27日公開
- 『彼と人生』：監督牛原虚彦、1929年1月27日公開
- 『夜の牝猫』：監督五所平之助、1929年2月9日公開
- 『あひる女』：監督清水宏、1929年3月9日公開 - 自転車屋春吉
- 『噴泉騒動』：監督佐々木恒次郎、1929年3月24日公開
- 『村の王者』：監督清水宏、1929年6月7日公開 - モダンボーイ
- 『現代婿選び』（『現代婿選み』）：監督佐々木恒次郎、1929年9月6日公開
- 『山の凱歌』：監督牛原虚彦、1929年9月13日公開
- 『裏町の大将』：監督佐々木恒次郎、1929年10月10日公開
- 『情熱の一夜』：監督五所平之助、1929年12月15日公開 - 船員小見山
- 『恋の遠眼鏡』：監督佐々木恒次郎、1929年12月25日公開
- 『ちょっと出ました三角野郎』：監督佐々木恒次郎、1930年1月5日公開 - 唯介
- 『独身者御用心』：監督五所平之助、1930年2月1日公開
- 『大東京の一角』：監督五所平之助、1930年3月28日公開
- 『落第はしたけれど』：監督小津安二郎、1930年4月11日公開 - 落第生
- 『抱擁』：監督清水宏、1930年6月13日公開
- 『嫁とり根気比ベ』：監督佐々木恒次郎、1930年6月26日公開
- 『モダン奥様』：監督重宗務、1930年7月20日公開
- 『会社員首よけ戦術』：監督野村浩将、1930年8月1日公開
- 『愛は力だ』：監督成瀬巳喜男、1930年8月29日公開 - 運転手山田
- 『ザッツ・オー・ケー いゝのね誓ってね』：監督島津保次郎、1930年9月26日公開
- 『足に触った幸運』：監督小津安二郎、1930年10月3日公開 - 吉村老人
- 『若者よなぜ泣くか』：監督牛原虚彦、1930年11月15日公開 - 新聞記者
- 『色気だんご騒動記』：監督斎藤寅次郎、1930年11月28日公開
- 『新時代に生きる』：監督清水宏、1930年12月5日公開 - 労働者・寅公
- 『モダン籠の鳥』：監督斎藤寅次郎、1931年1月10日公開
- 『私のパパさんママが好き』：監督野村浩将、1931年1月31日公開
- 『ねえ興奮しちゃいやよ』（『ねぇ興奮しちゃいなよ』）：監督成瀬巳喜男、1931年2月7日公開 - 悪漢
- 『夫よなぜ泣くか』：監督野村浩将、1931年3月6日公開
- 『出戻り歓迎』：監督石川和雄、1931年3月公開 - 主演
- 『この穴を見よ』：監督斎藤寅次郎、1931年4月3日公開
- 『そりゃ実感よ』：監督清水宏、1931年4月10日公開 - 天野京一（主演）
- 『街の浮浪者』：監督池田義信、1931年5月11日公開
- 『男女押し比べ』：監督佐々木康、1931年6月12日公開 - 主演
- 『涙の愛嬌者』：監督野村浩将、1931年7月31日公開
- 『マダムと女房』：総指揮城戸四郎、監督五所平之助、1931年8月1日公開 - 音楽家 ※トーキー
- 『腰辨頑張れ』：監督成瀬巳喜男、1931年8月8日公開 - 保険勧誘員・中村
- 『○○自慢』：監督松井稔、1931年8月15日公開
- 『娘の意気高し』：監督斎藤寅次郎、1931年8月15日公開
- 『島の裸体事件』：監督五所平之助、1931年9月11日公開
- 『マネキン亭主』：監督佐々木恒次郎、1931年月日不明公開

### 不二映画社
全て製作は「不二映画社」、配給は「新興キネマ」、全てサイレント映画である。
- 『栄冠涙あり』：監督鈴木重吉、1931年12月31日公開 - 短艇部員
- 『ルンペン俄大盡』：監督渡辺篤、1931年月日不明公開
- 『天国の波止場』：監督阿部豊、1932年月日不明公開 - 徹の友人B
- 『熊の出る開墾地』：監督鈴木重吉、1932年月日不明公開 - 郵便配達
- 『アメリカ航路』：監督青山三郎、1932年月日不明公開 - アパートの受付
- 『金色夜叉』：監督鈴木重吉・青山三郎、1932年月日不明公開 - 斉藤
- 『銀嶺富士に甦る』：監督鈴木重吉、1933年月日不明公開 - 彦作

### 日活太秦撮影所
特筆以外、全て製作は「日活太秦撮影所」、配給は「日活」、特筆以外は全てサイレント映画である。
- 『音楽喜劇 ほろよひ人生』：監督木村荘十二、製作P.C.L.映画製作所、配給東和商事映画部、1933年8月10日公開 - アサオの父 ※トーキー
- 『千鳥格子 恋の市丸』：監督水島正雄、製作J.O.スタヂオ、1933年11月9日公開 - 野瀬徳次郎 ※トーキー
- 『見染められた青年』：監督鈴木重吉、1934年3月15日公開 - 石黒教授
- 『さくら音頭』：監督渡辺邦男・マキノ正博、1934年3月22日公開 - モダンボーイ松田 ※トーキー

### 日活京都撮影所
全て製作は「日活京都撮影所」、配給は「日活」、全てサイレント映画である。
- 『子供バンザイ』：監督大谷俊夫、1934年4月5日公開 - のらくろ美術看板店大将一平（主演）
- 『嬉しい娘』：監督千葉泰樹、1934年5月3日公開 - 山田源吉
- 『心の太陽』（『心の太陽 前篇』：監督牛原虚彦、1934年5月10日公開 - 床屋A

### 日活多摩川撮影所
全て製作は「日活多摩川撮影所」、配給は「日活」、全てサイレント映画である。
- 『夫を想へば』：監督大谷俊夫、1934年5月31日公開 - 拾い屋の小父さん
- 『花嫁日記』：監督渡辺邦男、1934年10月4日公開 - 酒屋の小僧
- 『芸者三代記 明治篇』：監督千葉泰樹、1934年10月7日公開 - 太鼓持ち桜川善八
- 『三つの真珠』：監督重宗務、1935年2月14日公開 - 木山国彦
- 『ジャック喧嘩帖』：監督千葉泰樹、1935年4月11日公開 - かんかん虫の留

### フリーランス
全てトーキーである。
- 『舗道の囁き』：監督鈴木傳明、製作・配給加賀四郎プロダクション、1936年月日不明公開
- 『将軍』：監督中野英治、製作中野英治プロダクション、配給新興キネマ、1941年2月8日公開 - 車夫の熊さん